# Crazy (chanson de Gnarls Barkley)
Pour les articles homonymes, voir Crazy.
Pistes de St. Elsewhere
Smiley Faces
Crazy est le premier single du groupe Gnarls Barkley, formé par Danger Mouse et Cee Lo Green, et issu de leur premier album St. Elsewhere. Elle est la première chanson à devenir la meilleure vente au Royaume-Uni, uniquement avec les ventes par téléchargements.

## Production et sortie
Disponible en ligne à partir du 13 mars 2006, il est mis en vente au Royaume-Uni sous forme de CD le 3 avril 2006. Le 22 mars, il est no 1 du UK Official Download Chart. Grâce à une modification récente du règlement du UK Singles Chart, Crazy est la première chanson à entrer directement à la première place des meilleures ventes le 2 avril 2006, sans qu'aucun disque n'ait été vendu. Le clip de Crazy utilise des images semblables au test de Rorschach.
Crazy est élue « meilleure chanson de la décennie 2000-2010 » par le magazine américain Rolling Stone. Elle est sélectionnée par le Rock and Roll Hall of Fame pour faire partie de la liste des 660 « chansons qui ont façonné le rock 'n' roll ».

## Reprises
Les Violent Femmes, Nelly Furtado, Ray LaMontagne, The Kooks, The Dø, The Servant, Within Temptation, Winston McAnuff, Bost et Bim ou encore Nothing but Thieves reprennent ce titre. Alice Russell, de son côté, en fait une version acoustique dans son album Pot of Gold en 2008. Bettye LaVette en produit également une ré-interprétation soul sur son album Thankful N' Thoughtful en 2012.
Prince reprend ce titre régulièrement (bien que chanté par sa choriste Shelby Johnson) lors de sa tournée des 21 Nights in London en août et septembre 2007, et en l'agrémentant de solos de guitares. Petula Clark l'interprète au SchwuZ à Berlin, le 7 octobre 2016 également.

## Classements
| Classement (2006)                        | Meilleure position |
| ---------------------------------------- | ------------------ |
| Allemagne (Media Control AG)             | 3                  |
| Australie (ARIA)                         | 2                  |
| Autriche (Ö3 Austria Top 40)             | 1                  |
| Belgique (Flandre 50 Dance)              | 4                  |
| Belgique (Flandre Ultratip 100)          | 1                  |
| Belgique (Flandre Ultratop 50 Singles)   | 3                  |
| Belgique (Flandre VRT Top 30)            | 2                  |
| Belgique (Wallonie 50 Dance)             | 4                  |
| Belgique (Wallonie Ultratip 50)          | 1                  |
| Belgique (Wallonie Ultratop 50 Singles)  | 1                  |
| Canada (Hot Canadian Digital Singles)    | 1                  |
| Danemark (Tracklisten)                   | 1                  |
| Écosse (OCC)                             | 1                  |
| États-Unis (Billboard Hot 100)           | 2                  |
| États-Unis (Hot Adult Contemporary)      | 7                  |
| États-Unis (Hot Adult Top 40 Recurrents) | 4                  |
| États-Unis (Hot Adult Top 40 Tracks)     | 1                  |
| États-Unis (Hot Digital Songs)           | 1                  |
| États-Unis (Hot Dance Club Play)         | 23                 |
| États-Unis (Hot Dance Singles Sales)     | 8                  |
| États-Unis (Hot R&B/Hip-Hop Songs)       | 53                 |
| États-Unis (Hot Modern Rock Tracks)      | 7                  |
| États-Unis (Pop 100)                     | 2                  |
| États-Unis (Pop 100 Airplay)             | 5                  |
| États-Unis (Rhythmic Top 40)             | 16                 |
| États-Unis (Top 40 Mainstream)           | 6                  |
| Europe (Eurochart)                       | 1                  |
| Europe (Euro Digital Tracks)             | 1                  |
| Finlande (Suomen virallinen lista)       | 3                  |
| France (SNEP)                            | 3                  |
| Irlande (IRMA)                           | 1                  |
| Italie (FIMI)                            | 2                  |
| Norvège (VG-lista)                       | 2                  |
| Nouvelle-Zélande (RMNZ)                  | 1                  |
| Pays-Bas (Nederlandse Top 40)            | 3                  |
| Pays-Bas (Single Top 100)                | 3                  |
| Pologne (Classements Singles)            | 27                 |
| Royaume-Uni (UK Singles Chart)           | 1                  |
| Royaume-Uni (UK R&B Chart)               | 1                  |
| Suède (Sverigetopplistan)                | 4                  |
| Suisse (Schweizer Hitparade)             | 1                  |

| Classement (2007)            | Meilleure position |
| ---------------------------- | ------------------ |
| Autriche (Ö3 Austria Top 40) | 44                 |
| Suède (Sverigetopplistan)    | 44                 |
| Suisse (Schweizer Hitparade) | 25                 |

| Classement (2008)            | Meilleure position |
| ---------------------------- | ------------------ |
| Suisse (Schweizer Hitparade) | 96                 |

| Classement (2009)                          | Meilleure position |
| ------------------------------------------ | ------------------ |
| Belgique (Wallonie Back Catalogue Singles) | 4                  |

| Classement (2011)                          | Meilleure position |
| ------------------------------------------ | ------------------ |
| Belgique (Wallonie Back Catalogue Singles) | 27                 |

| Classement (2012) | Meilleure position |
| ----------------- | ------------------ |
| France (SNEP)     | 89                 |

| Classement (2013) | Meilleure position |
| ----------------- | ------------------ |
| France (SNEP)     | 148                |

## Utilisation dans la culture populaire
La musique est utilisée dans le film Kick-Ass, lorsque Kick-Ass se trouve dans la voiture de Red Mist. La chanson est présente dans le film français Play (2019).

## Sample
La chanson est basée sur un sample de Nel cimitero di Tucson de Gianfranco Reverberi, extrait de la bande originale de Django, prépare ton cercueil ! (Preparati la bara!), un western spaghetti réalisé en 1968 par Ferdinando Baldi.